# 올림픽 지부티 선수단
올림픽 지부티 선수단은 지부티 대표로 올림픽에 참가하는 선수단이다. 지부티는 2020년 도쿄 하계 올림픽이 끝난 현재까지 9번의 하계 올림픽에 참가했다. 동계올림픽에 출전한 적은 없다. 지부티는 1984년 미국 로스앤젤레스 하계 올림픽에서 3명의 선수로 데뷔했지만 메달을 획득하지 못했다. 하계 올림픽에 참가하는 지부티 선수의 최대 수는 1992년 스페인 바르셀로나 대회의 8명이다. 지부티의 올림픽에서 메달을 딴 선수는 1988년 마라톤에서 동메달을 딴 마라톤 주자 후세인 아메드 살라(Hussein Ahmed Salah)뿐이다.

## 종목별 메달 집계
| 경기 | 금 | 은 | 동 | 합계 | 순위 |
| ---- | -- | -- | -- | ---- | ---- |
| 육상 | 0  | 0  | 1  | 1    | 96   |

## 메달리스트 목록
| 메달   | 선수               | 대회        | 종목 | 세부종목    |
| ------ | ------------------ | ----------- | ---- | ----------- |
| 동메달 | 후세인 아메드 살레 | 1988년 서울 | 육상 | 남자 마라톤 |